# عمر مطر
عمر باشا مطر آل الحصان ولد في مدينة معان عام 1889م وهو ابن الشيخ سليمان مطر آل الحصان، كان عمر باشا عضوًا في مجلس النواب الأردني الثاني (1950-1951م) وأنتخب رئيساً له، وما ميز هذا المجلس هو رفع عدد الأعضاء إلى أربعين عضواً مناصفة ما بين الضفتين الشرقية والغربية بواقع 20 عضواً لكل ضفة، وتم إضافة سبعه دوائر انتخابية تمثل الضفة الغربية، وأما ابرز الأحداث الهامة فكانت إقرار وحدة الضفتين، وكان هذا المجلس أول مجلس يمثل الضفتين.